# 1600 Penn
1600 Penn ist eine US-amerikanische Comedyserie, die vom 17. Dezember 2012 bis zum 28. März 2013 auf dem Sender NBC ausgestrahlt wurde. Die Serie dreht sich um die Familie des US-Präsidenten im Weißen Haus. Der Titel der Serie leitet sich von der Adresse des Weißen Hauses, 1600 Pennsylvania Avenue, ab.

## Handlung
Der US-Präsident Dale Gilchrist lebt mit seiner Frau Emily und seinen Kindern aus erster Ehe im Weißen Haus. Zu Anfang der Serie kehrt der älteste Sohn, welcher ein Rebell ist, nach Hause zurück. Dadurch, dass der Sohn in viele Fettnäpfchen tritt, rückt die Familie enger zusammen.

## Charakter
Standrich Dale Gilchrist
Dale ist der Präsident der Vereinigten Staaten. Er ist ein ehemaliger Marine. Seine erste Frau, die Mutter seiner vier Kinder, ist verstorben.
Standrich „Skip“ Gilchrist Jr.
Skip ist der älteste Sohn von Dale. Obwohl er sehr grob im Verhalten ist, fungiert er als Bindeglied in der Familie.
Emily Nash-Gilchrist
Emily ist die zweite Frau von Dale, welche aus einfachen Verhältnissen stammt. Sie ist klug und sehr darum bemüht, von ihren Stiefkindern anerkannt zu werden.
Becca Gilchrist
Becca ist die älteste Tochter von Dale. Sie ist eine Perfektionistin und ehrgeizig. Allerdings erwartet sie von ihrem Freund, D. B., ein Kind.
Marigold Gilchrist
Marigold ist die Zwillingsschwester von Xander.
Xander Gilchrist
Xander ist das jüngste Kind von Dale und der Zwillingsbruder von Marigold.

## Besetzung und Synchronisation
Die deutsche Synchronisation entstand unter der Dialogregie von Peter Minges durch die Synchronfirma Rainer Brandt Filmproduktions GmbH in Berlin.

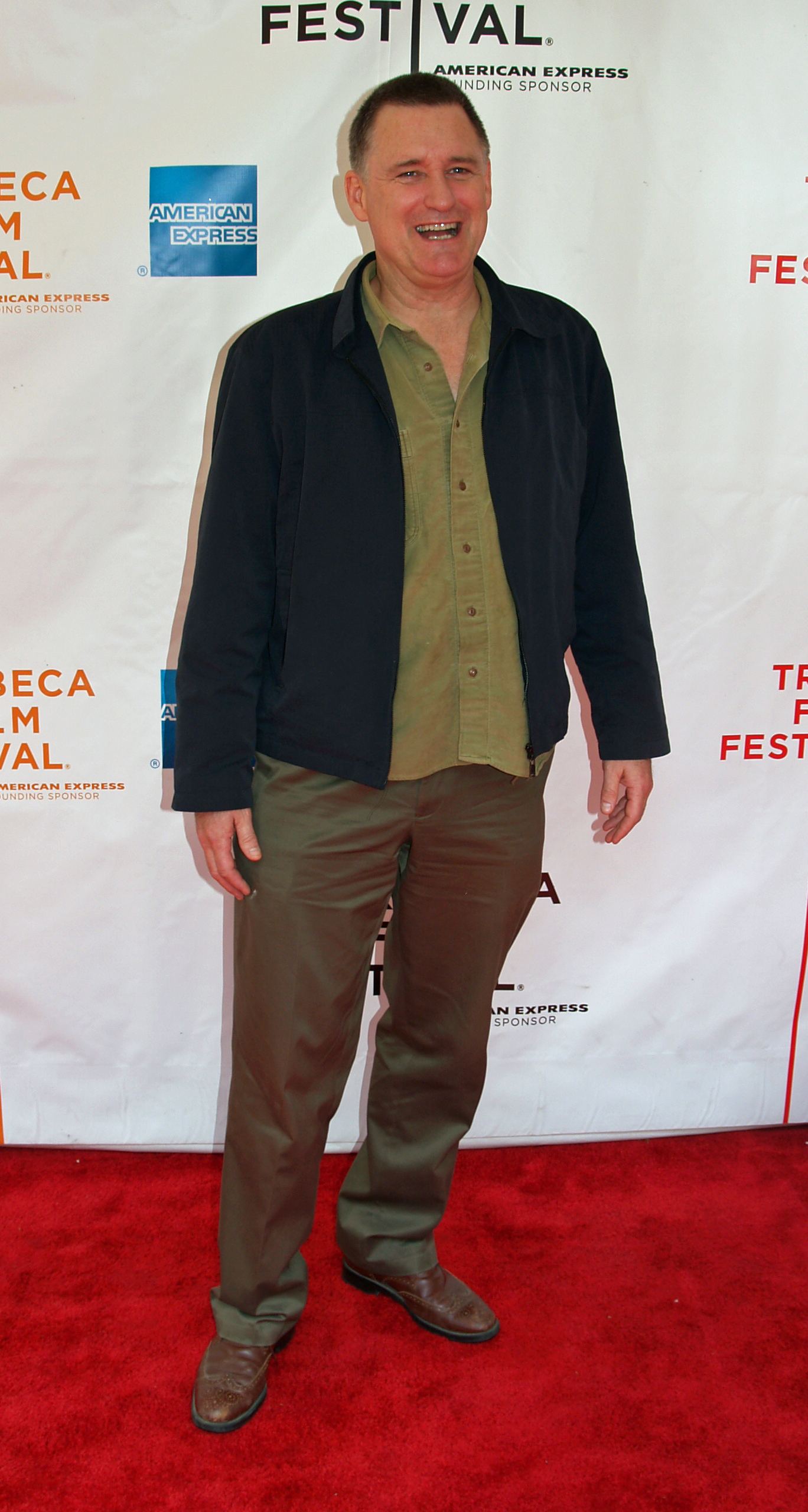
Bill Pullman spielte Dale Gilchrist
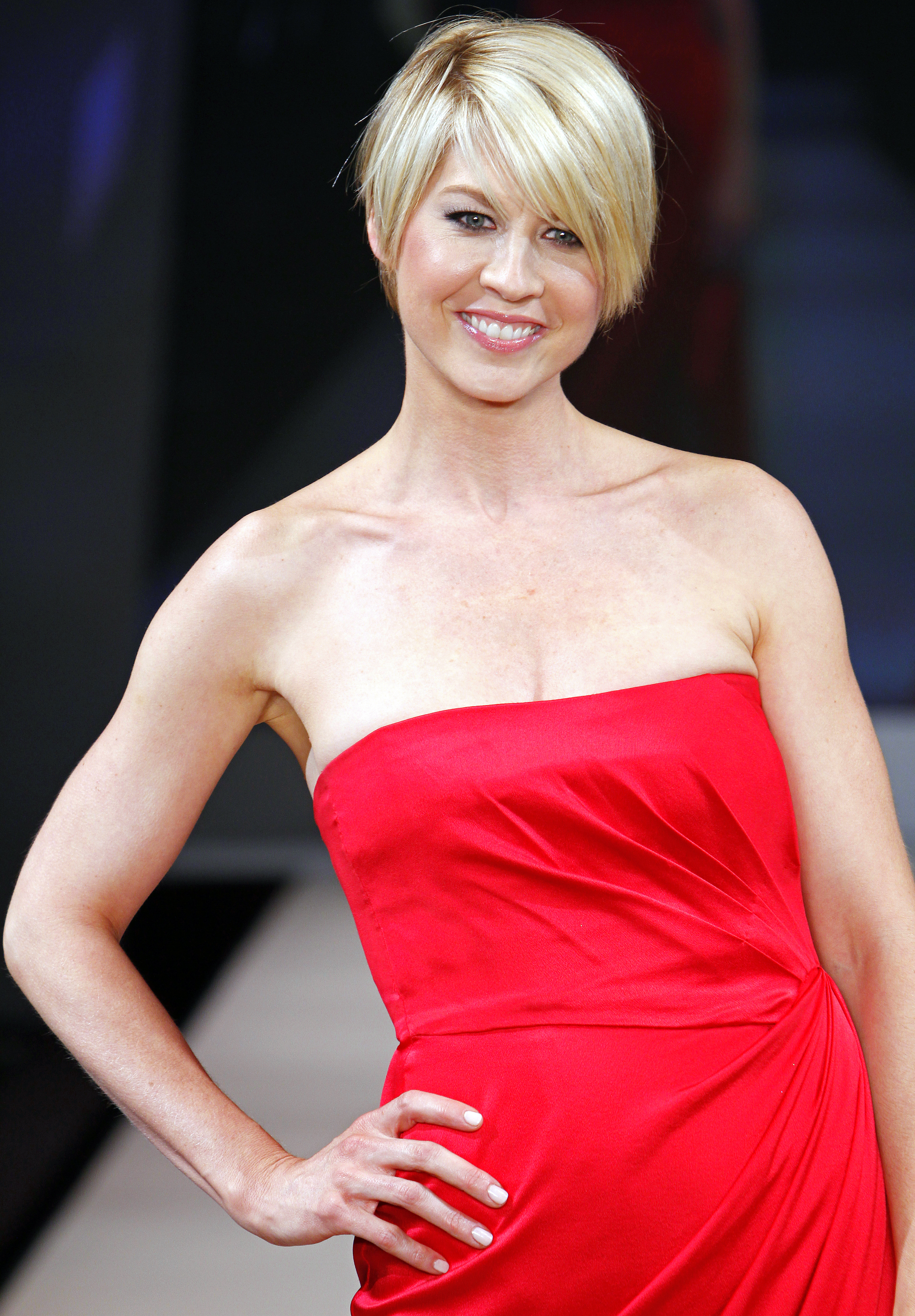
Jenna Elfman spielte Emily Nash-Gilchrist
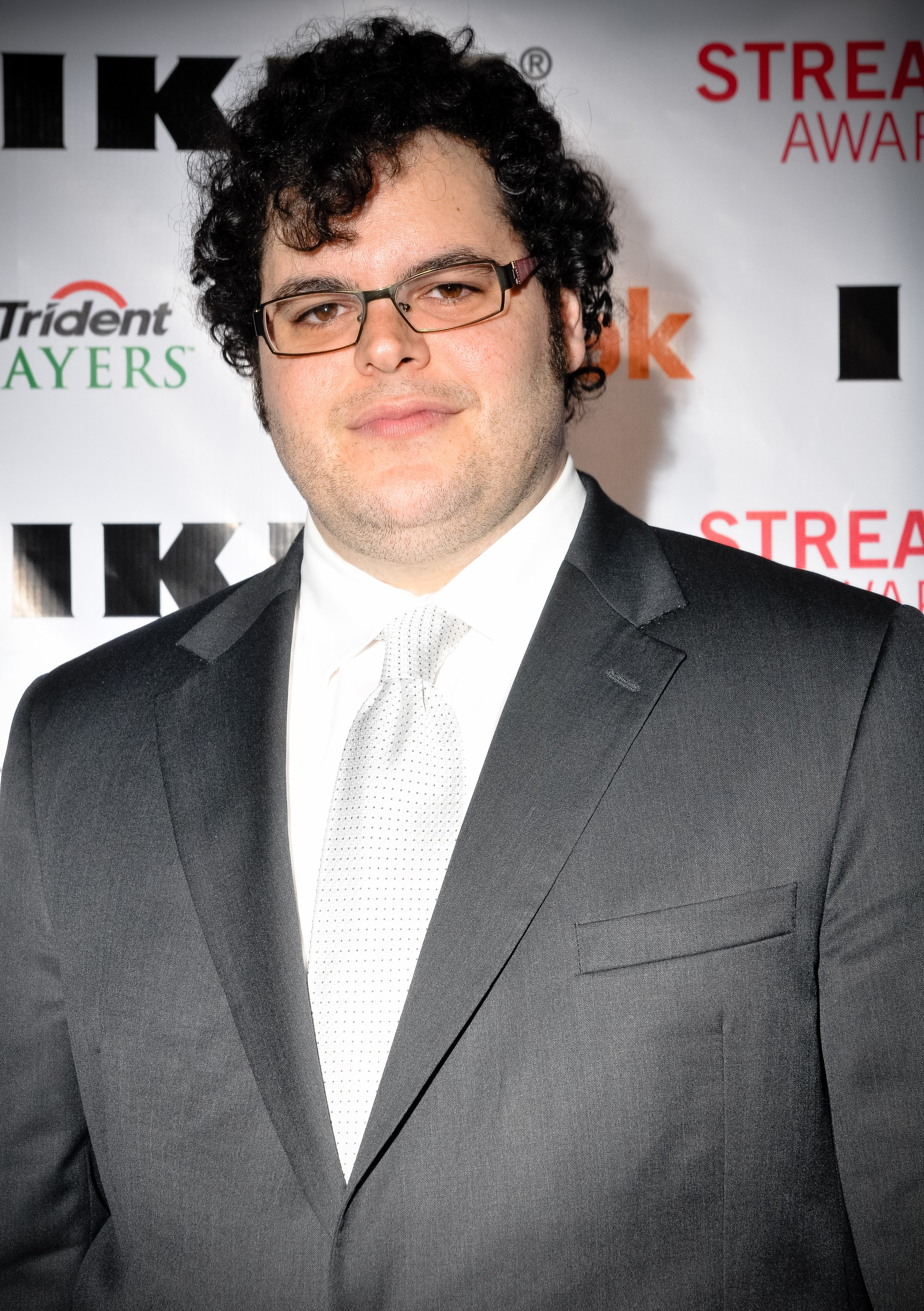
Josh Gad spielte Skip Gilchrist
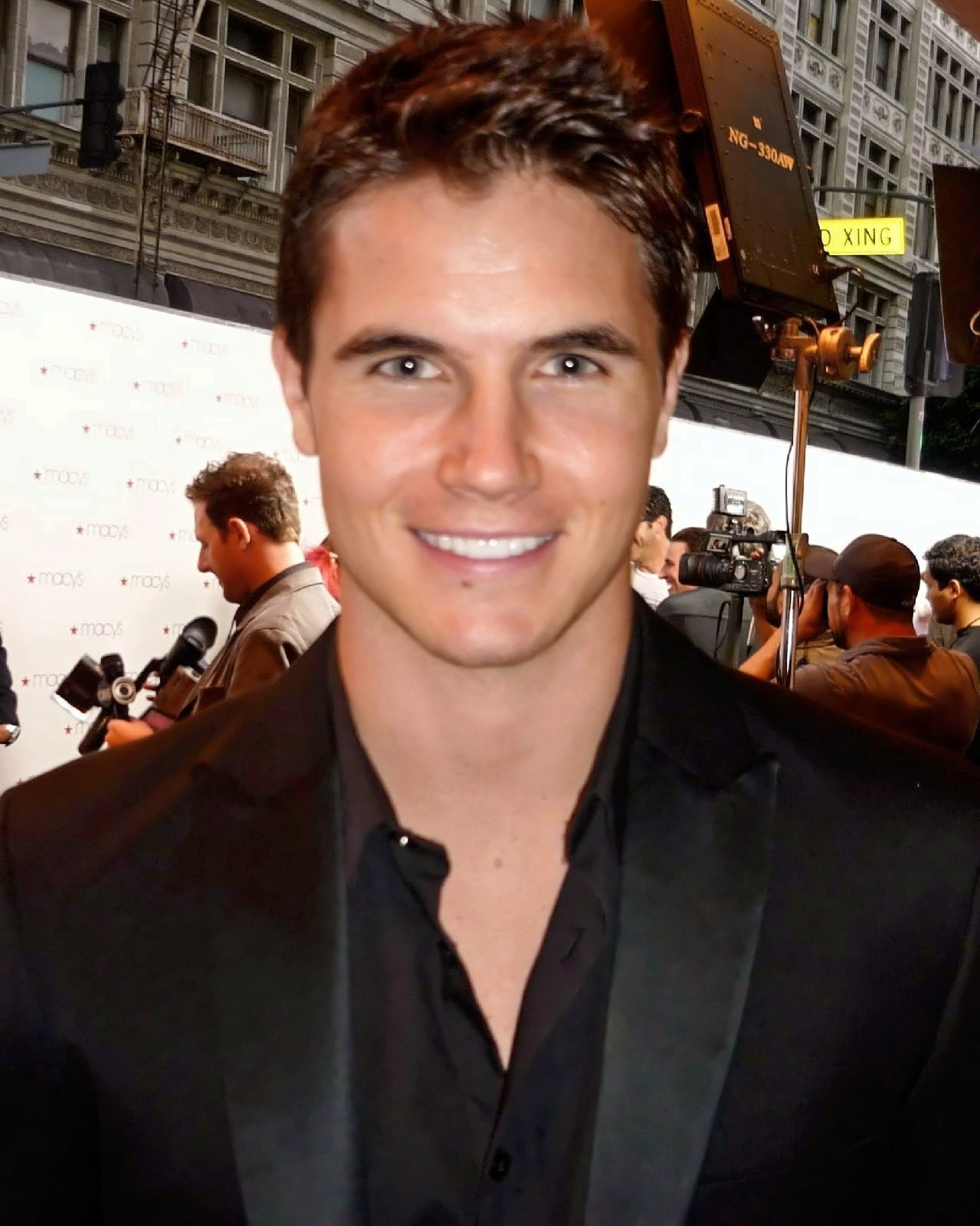
Robbie Amell spielte D. B.

| Rolle                          | Schauspieler      | Synchronsprecher  |
| ------------------------------ | ----------------- | ----------------- |
| Standrich Dale Gilchrist       | Bill Pullman      | Detlef Bierstedt  |
| Standrich „Skip“ Gilchrist Jr. | Josh Gad          | Leonhard Mahlich  |
| Emily Nash-Gilchrist           | Jenna Elfman      | Diana Borgwardt   |
| Becca Gilchrist                | Martha MacIsaac   | Kaya Marie Möller |
| Marigold Gilchrist             | Amara Miller      | Soraya Richter    |
| Xander Gilchrist               | Benjamin Stockham | Luisa Wietzorek   |
| Marshall Malloy                | André Holland     | Rainer Fritzsche  |
| D. B.                          | Robbie Amell      | Nico Sablik       |

## Produktion und Ausstrahlung
Vereinigte Staaten
Im Mai 2012 gab NBC bekannt, eine Serie über den US-Präsidenten in Form von 13 Folgen bestellt zu haben. Auch bekannt wurde, dass der ehemalige Redenschreiber des früheren US-Präsidenten Barack Obama, Jon Lovett, an der Serie mitwirken würde. Die Idee zur Serie hatte Josh Gad. Regisseur der Pilotfolge war Jason Winer. Diese drei fungierten auch als Executive Producer.
Die erste Folge der Serie wurde am 17. Dezember 2012 nach der Ausstrahlung des Finales der dritten Staffel von The Voice gesendet. Diese Folge sahen 6,88 Millionen Zuschauer. Die reguläre Ausstrahlung begann dann am 10. Januar 2013, wo sie am Comedydonnerstag im Anschluss an Das Büro lief. Die dritte ausgestrahlte Folge der Serie sahen allerdings nur noch 3 Millionen Zuschauer, was zu einem Rating von 1,2 führte. Die Einschaltquoten der nachfolgenden Episoden blieben auf diesem niedrigen Niveau.
Im Mai 2013 gab NBC die Absetzung der Serie auf Grund der zu niedrigen Quoten bekannt.
Deutschland
In Deutschland strahlte der Bezahlfernsehsender ProSieben Fun die Serie seit dem 25. Mai 2014 in Doppelfolgen aus.

## Episodenliste
| Nr. | Deutscher Titel                  | Originaltitel                        | Erstausstrahlung USA | Deutschsprachige Erstausstrahlung (D) | Regie              | Drehbuch                               | Zuschauer (USA) |
| --- | -------------------------------- | ------------------------------------ | -------------------- | ------------------------------------- | ------------------ | -------------------------------------- | --------------- |
| 1   | Der Präsidentensohn              | Putting Out Fires                    | 17. Dez. 2012        | 25. Mai 2014                          | Jason Winer        | Josh Gad, Jon Lovett & Jason Winer     | 6,88 Mio.       |
| 2   | Plantschen für zwei              | The Skiplantic Ocean                 | 10. Jan. 2013        | 25. Mai 2014                          | Jason Winer        | Mike Royce                             | 3,86 Mio.       |
| 3   | Elf Uhr Siebzehn                 | So You Don’t Want to Dance           | 17. Jan. 2013        | 1. Juni 2014                          | Jason Winer        | Joe Port & Joe Wiseman                 | 3,04 Mio.       |
| 4   | Das Habsburger-Porzellan         | Meet the Parent                      | 24. Jan. 2013        | 1. Juni 2014                          | Jason Winer        | Peter A. Knight                        | 3,28 Mio.       |
| 5   | Wahlkampf                        | Frosting Nixon                       | 7. Feb. 2013         | —                                     | Jennifer Getzinger | Sanjay Shah                            | 2,60 Mio.       |
| 6   | Weißes Haus für Touris           | Skip the Tour                        | 21. Feb. 2013        | —                                     | Jason Winer        | Lara Gutin Peterson                    | 2,34 Mio.       |
| 7   | Am Busen der Natur               | To the Ranch                         | 28. Feb. 2013        | —                                     | Ken Whittingham    | Bridget Bedard                         | 2,20 Mio.       |
| 8   | Live aus dem Weißen Haus         | Live From the Lincoln Bedroom        | 7. März 2013         | —                                     | Jason Winer        | Ryan Raddatz                           | 2,10 Mio.       |
| 9   | Angriff auf Australien           | Game Theory                          | 14. März 2013        | —                                     | Jason Winer        | Dan Hernandez & Benji Samit            | 2,23 Mio.       |
| 10  | Das kurze Leben der Reba Cadbury | The Short Happy Life of Reba Cadbury | 21. März 2013        | —                                     | David Grossman     | Joe Port & Joe Wiseman                 | 2,49 Mio.       |
| 11  | Französisch in der Wanne         | Dinner, Bath, Puzzle                 | 21. März 2013        | —                                     | Gail Mancuso       | Jon Lovett & Sanjay Shah               | 2,32 Mio.       |
| 12  | Die wilde Prinzessin             | Bursting the Bubble                  | 28. März 2013        | —                                     | Jason Winer        | Peter A. Knight & Laura Gutin-Peterson | 1,92 Mio.       |
| 13  | Dann heiraten wir eben           | Marry Me, Baby                       | 28. März 2013        | —                                     | Jason Winer        | Jon Lovett & Mike Royce                | 1,91 Mio.       |

## Rezeption
Loryn Pörschke von Serienjunkies beschrieb die Serie folgendermaßen:

„Wer sich mit Gags wie aus den Fenster fliegenden Sesseln anfreunden kann, der wird mit der Serie 1600 Penn seinen Spaß haben können. Die Schauspieler tun ihr Übriges, den Zuschauer zu gewinnen. Dennoch muss man sich klar darüber sein, dass 1600 in einer anderen Liga als Modern Family und Veep spielt. Es ist eine Wohlfühl-Familien-Serie, bei der am Ende des Tages alle füreinander einstehen und zusammenhalten – leichte Unterhaltung zum Lachen mit erstaunlich wenig echten politischen Themen angesichts der Beteiligung eines ehemaligen Redenschreibers für den US-Präsidenten.“

## Bemerkungen
Ursprünglich war Brittany Snow als Schauspielerin für die Rolle der Becca geplant, jedoch wurde sie durch Martha MacIsaac ersetzt. Bill Pullman, der in der Serie den Präsidenten spielte, hatte bereits im Film Independence Day den Präsidenten gespielt.